# Dolcetto di Ovada superiore
Dolcetto di Ovada superiore o Ovada è una DOCG riservata a un vino la cui produzione è consentita nella provincia di Alessandria.

## Zona di produzione
La zona di produzione comprende l'intero territorio dei seguenti comuni: Ovada, Belforte Monferrato, Bosio, Capriata d'Orba, Carpeneto, Casaleggio Boiro, Cassinelle, Castelletto d'Orba, Cremolino, Lerma, Molare, Montaldeo, Montaldo Bormida, Mornese, Morsasco, Parodi Ligure, Prasco, Rocca Grimalda, San Cristoforo, Silvano d'Orba, Tagliolo Monferrato, Trisobbio.

## Tecniche di produzione
La forma di allevamento consentita è la controspalliera con legatura della vegetazione verde sempre al disopra del capo a frutto e sistema di potatura Guyot tradizionale.
È consentita la scelta vendemmiale, verso le DOC Monferrato Dolcetto e Monferrato.
Le operazioni di vinificazione e invecchiamento devono essere effettuate all'interno della zona di produzione, oltre che in alcuni stabilimenti autorizzati nelle Provincie di Alessandria, Asti, Cuneo, Torino, Genova e Savona.
Sono consentiti l'arricchimento della gradazione zuccherina e la colmatura nel corso dell'invecchiamento con uguale tipologia di vino fino al 10%.
La menzione aggiuntiva "vigna" viene riconosciuta purché le uve provengano totalmente dal medesimo vigneto e il richiedente abbia effettuato almeno due operazioni principali tra produzione, vinificazione e imbottigliamento.
L'indicazione dell’annata di produzione delle uve è obbligatoria.
È vietata la ripetizione in etichetta del lemma "Ovada".

## Disciplinare
Il Dolcetto di Ovada superiore era una tipologia del Dolcetto di Ovada DOC (istituito nel 1972)
- È stato scorporato da esso come DOCG con DM 17.09.2008 pubblicato sulla Gazzetta Ufficiale n. 229 del 30.09.2008
- Successivamente è stato modificato con DM 30.11.2011 pubblicato sul sito ufficiale del Mipaaf

La versione in vigore è stata approvata con D.M. DM 07.03.2014 Pubblicato sul sito ufficiale del Mipaaf.

## Tipologie
|                                | superiore     | vigna       | riserva     | vigna riserva |
| uvaggio                        | Dolcetto 100% | idem        | idem        | idem          |
| titolo alcolometrico minimo    | 12,50% vol.   | 13,00% vol. | 12,50% vol. | 13,00% vol.   |
| acidità totale minima          | 4,5 g/l.      | idem        | idem        | idem          |
| estratto secco minimo          | 23,00 g/l     | 24,00 g/l   | 23,00 g/l   | 24,00 g/l.    |
| resa massima di uva per ettaro | 70 q.         | 60 q.       | 70 q.       | 60 q.         |
| resa massima di uva in vino    | 70%           | idem        | idem        | idem          |
| invecchiamento                 | 12 mesi       | 20 mesi     | 24 mesi     | 24 mesi       |